# Manfred Bierwisch
Manfred Bierwisch (28. července 1930 Halle – 31. července 2024) byl německý lingvista.

## Život
Bierwisch studoval germanistiku u Theodora Fringse, Ernsta Blocha a Hanse Mayera na univerzitě v Lipsku. V roce 1952 byl zatčen a odsouzen na 18 měsíců za ilegální držení několika výtisků západoberlínských novin. Po 10 měsících byl propuštěn a dále pokračoval ve studiu. Promoval v Lipsku v roce 1961.
Roku 1956 nastoupil jako asistent na Institut německého jazyka a literatury na Německé akademie věd v Berlíně (DAW) a v roce 1985 se zde stal profesorem lingvistiky. Po sjednocení Německa působil v Max-Planckově společnosti na Humboldtově univerzitě v Berlíně.
Se svou ženou Judith Macheiner žil ve Wilmersdorfu v Berlíně.

## Dílo
Během své kariéry se věnoval především fonologii, morfologii, syntaxi a sémantice. Spolu s Uwe Johnsonem z originálu přeložil a převyprávěl Píseň o Nibelunzích (Das Nibelungenlied).

## Publikace
- Píseň o Nibelunzích (Das Nibelungenlied). (překlad spolu s Uwe Jonsonem). Reclam, Leipzig 1961
- Zur Morphologie des deutschen Verbalsystems. Universität Leipzig, 1961 (disertační práce)
- Grammatik des deutschen Verbs. Akademie-Verlag, Berlin 1963. 8. Auflage 1973. (studia grammatica 2)
- Modern linguistics: its development, methods and problems. Mouton, The Hague 1971
- Psychologische Aspekte der Sprache. Zentralinstitut für Sprachwissenschaft, Berlin 1975
- Aspekte der Sprachfähigkeit: Struktur, Biologie, Kultur. Suhrkamp, Frankfurt/Main 2003 (2009). ISBN 3-518-29151-3